# الجنس في سن المراهقة
يمثل الجنس في سن المراهقة جزءًا من تطور الإنسان حيث يبدأ المراهقون في الشعور بالمشاعر الجنسية واستكشافها. يزيد الاهتمام بالجنسانية مع بداية سن البلوغ، وغالبًا ما تشكل الجنسانية جانبًا حيويًا من حياة المراهقين. يمكن أن يُعبر عن هذا الاهتمام بطرق متعددة، مثل المغازلة، التقبيل، الاستمناء، أو ممارسة الجنس مع شريك. يختلف مستوى الاهتمام الجنسي بين المراهقين، كما هو الحال مع البالغين، ويتأثر بالعادات والتقاليد الثقافية، والتعليم الجنسي، والتربية الجنسية الشاملة المقدمة، والميول الجنسية، بالإضافة إلى الضوابط الاجتماعية مثل قوانين الحد الأدنى لسن الموافقة.
بشكل عام، ترتبط الأنشطة الجنسية بمخاطر مختلفة، وتزداد هذه المخاطر مع الإثارة الجنسية الجديدة، والانتباه الناتج عن كون الشخص جذابًا جنسيًا، ومستوى الحميمية البدنية والضعف النفسي الذي ينشأ من التجارب الجنسية. تشمل مخاطر العلاقة الجنسية غير المرغوب فيها الحمل غير المخطط له والإصابة بالأمراض المنقولة جنسيًا مثل فيروس نقص المناعة البشرية (الإيدز). يمكن تقليل هذه المخاطر باستخدام الواقي الذكري أو اتباع ممارسات الجنس الآمن الأخرى. كما تسهم وسائل منع الحمل بشكل خاص في تقليل احتمالية الحمل في سن المراهقة.

## تطور الجنسانية
تبدأ الجنسانية في مرحلة المراهقة مع البلوغ. تعمل عملية النضج الجنسي على تنمية الاهتمام الجنسي وتحفيز العمليات الفكرية. يبدأ السلوك الجنسي نتيجة إفراز الهرمونات من تحت المهاد والغدة النخامية الأمامية. تستهدف هذه الهرمونات الأعضاء الجنسية وتبدأ عملية نضجها. تؤثر المستويات المتزايدة من الأندروجين والإستروجين على العمليات الفكرية للمراهقين، وقد وصفت بأنها تشغل "عقول معظم المراهقين لفترات طويلة".
على الرغم من أن معظم الفتيات المراهقات يبدأن عملية النضج الجنسي بطرق طبيعية ومتوقعة، فقد تظهر مخاوف لدى الآباء والأطباء إذا لوحظت الأعراض التالية:
- عسر الطمث (آلام الدورة الشهرية).
- ألم مزمن في منطقة الحوض.
- انسداد جزئي لتدفق الدورة الشهرية بسبب غشاء البكارة غير المثقوب.
- احتمالية وجود عيوب تشريحية.[5]

## آراء حول النشاط الجنسي
وثقت إحدى الدراسات في عام 1996 مقابلات مع عينة من طلاب المدارس الإعدادية في الولايات المتحدة. كانت الفتيات أقل احتمالًا من الأولاد للإشارة إلى أنهن قد مارسن الجنس من قبل. ومع ذلك كان معدل الفتيات والفتيان الذين مارسوا الجنس مؤخرًا وكانوا نشطين جنسيًا بانتظام متساويًا. افترض القائمون على الدراسة أن قلة من الفتيات يصرحن بتجاربهن الجنسية مقارنة بالفتيان لأن الفتيات يعتبرن الحمل في سن المراهقة مشكلة أكبر من الفتيان. كان يُعتقد أن الفتيات أكثر تحفظًا في مواقفهن الجنسية؛ إذ كان من المرجح أن يعتقدن أنهن قادرات على التحكم في رغباتهن الجنسية. كما كان للفتيات ارتباط سلبي في كيفية تأثير النشاط الجنسي على أهدافهن المستقبلية. بشكل عام، قالت الفتيات إنهن يشعرن بضغط أقل من أقرانهن لبدء ممارسة الجنس بينما أبلغ الفتيان عن شعورهم بضغط أكبر.
استطلعت دراسة لاحقة آراء المراهقين‘ عندما سُئلوا عن الامتناع عن ممارسة الجنس، أفادت العديد من الفتيات أنهن يشعرن بتضارب في المشاعر، كن يحاولن التوازن بين الحفاظ على سمعة جيدة من جهة، وبين محاولة الحفاظ على علاقة عاطفية ورغبة في التصرف بطريقة ناضجة من جهة أخرى. أما الفتيان فكانوا يرون في ممارسة الجنس نوعًا من رأس المال الاجتماعي. فقد اعتقد العديد من الفتيان أن أقرانهم من الذكور الذين يمتنعون عن الجنس لن يكونوا قادرين على تسلق السلم الاجتماعي بسهولة مثل الفتيان الذين يمارسون الجنس. بعض الفتيان قالوا إن المخاطر التي قد تنجم عن ممارسة الجنس ليست أسوأ من المخاطر الاجتماعية التي قد تنتج عن الامتناع عن ذلك.

## مفاهيم حول فقدان العذرية
انظر أيضًا: عذرية
في عام 1980 بدأت برامج اتحادية في الولايات المتحدة تشجع على امتناع المراهقين عن ممارسة الجنس، مما أدى إلى تحول بعض المراهقين نحو ممارسة الجنس الفموي. وفقًا لإحدى الدراسات اعتبر حوالي ثلث المراهقين أن الجنس الفموي شكل من أشكال الامتناع عن الجنس.
قبل التجربة الأولى لممارسة الجنس، يرى المراهقون العذرية من إحدى الزوايا التالية: كهدية أو وصمة عار أو خطوة طبيعية في مراحل النمو. غالبًا ما ترى الفتيات العذرية كهدية، بينما يرى الأولاد العذرية كوصمة عار.
قالت الفتيات في المقابلات إنهن يعتبرن تقديم العذرية لشخص ما كإهدائه هدية خاصة جدًا. لهذا السبب، توقعن غالبًا الحصول على شيء في المقابل، مثل زيادة الحميمية العاطفية مع شركائهن أو عذرية الشريك نفسه. ومع ذلك، شعرن في كثير من الأحيان بفقدان السيطرة بسبب هذا التصور؛ حيث لم يحصلن دائمًا على ما توقعنه، مما أدى إلى شعورهن بأنهن أقل قوة في العلاقة. كن يشعرن بأنهن قدمن شيئًا ثمينًا ولم يتم الاعتراف بهذا الفعل.
اعتبر التفكير في العذرية بالنسبة للأولاد كوصمة عار مصدراً للشعور بالخجل، حيث حاول الكثيرون إخفاء حقيقة أنهم عذارى عن شركائهم. وقد أدى ذلك في بعض الأحيان إلى تعرضهم للسخرية أو الانتقاد بسبب نقص خبرتهم الجنسية. أما الفتيات اللواتي رأين العذرية كوصمة عار فلم يعانين من نفس النوع من التحقير. رغم أنهن اعتبرن العذرية وصمة عار بشكل خاص، فإنهن شعرن أن المجتمع يقدر العذرية لدى الفتيات بسبب الصورة النمطية التي تصف النساء بأنهن أقل نشاطًا جنسيًا. وهذا التصور، كما أوضحن، جعل فقدان العذرية أكثر سهولة بمجرد أن قررن ذلك، إذ شعرن أن المجتمع لديه نظرة إيجابية تجاه العذارى من الفتيات، مما قد يجعلهن أكثر جاذبية جنسيًا.
أما التفكير في فقدان العذرية كجزء من عملية نمو طبيعية، فقد قلل من اختلال التوازن في القوة بين الفتيات والفتيان. هذا التصور جعل الأفراد يشعرون بتأثير أقل من توقعات الآخرين وزاد من سيطرتهم على تجربتهم الجنسية الشخصية. مع ذلك كان الفتيان المراهقون أكثر احتمالًا من الفتيات المراهقات لاعتبار فقدان العذرية جانبًا إيجابيًا من حياتهم الجنسية، حيث ينظر الأقران إلى هذا الأمر بشكل أكثر تقبلًا.

## السلوكيات
| الدولة           | الأولاد (%) | البنات (%) |
| ---------------- | ----------- | ---------- |
| النمسا           | 21.7        | 17.9       |
| بلجيكا           | 24.6        | 23         |
| كندا             | 24.1        | 23.9       |
| كرواتيا          | 21.9        | 8.3        |
| إنجلترا          | 34.9        | 39.9       |
| إستونيا          | 18.8        | 14.1       |
| فنلندا           | 23.1        | 32.7       |
| فرنسا            | 25.1        | 17.7       |
| اليونان          | 32.5        | 9.5        |
| المجر            | 25          | 16.3       |
| إسرائيل          | 31          | 8.2        |
| لاتفيا           | 19.2        | 12.4       |
| ليتوانيا         | 24.4        | 9.2        |
| مقدونيا الشمالية | 34.2        | 2.7        |
| هولندا           | 23.3        | 20.5       |
| بولندا           | 20.5        | 9.3        |
| البرتغال         | 29.2        | 19.1       |
| إسكتلندا         | 32.1        | 34.1       |
| سلوفينيا         | 45.2        | 23.1       |
| إسبانيا          | 17.2        | 13.9       |
| السويد           | 24.6        | 29.9       |
| سويسرا           | 24.1        | 20.3       |
| أوكرانيا         | 25.1        | 24         |
| ويلز             | 27.3        | 38.5       |

### وسائل منع الحمل
في عام 2002 أُجريت دراسة استقصائية حول السلوك الجنسي للمراهقين في عدد من الدول الأوروبية. ومن خلال عينة من مراهقين يبلغون من العمر 15 عامًا من 24 دولة، أفاد معظم المشاركين بأنهم لم يخوضوا تجربة العلاقة الجنسية. أما بين أولئك الذين كانوا نشطين جنسيًا، فقد استخدم معظمهم (بنسبة 82.3%) وسائل منع الحمل في آخر علاقة جنسية لهم.
أظهرت دراسة دنماركية ممثلة على المستوى الوطني أن الفتيات المراهقات اللاتي يستخدمن النوع الأكثر شيوعًا من حبوب منع الحمل، وهي الحبوب المركبة التي تحتوي على الإستروجين والبروجيستيرون، تزيد لديهن احتمالية وصف مضادات الاكتئاب بنسبة 80% مقارنة بالفتيات اللاتي لا يتناولن حبوب منع الحمل. أما الفتيات اللاتي يستخدمن الحبوب التي تحتوي على البروجيستيرون فقط، فتزيد لديهن هذه النسبة إلى 120%. وتزداد مخاطر الإصابة بالاكتئاب إلى ثلاثة أضعاف بالنسبة للفتيات المراهقات اللاتي يستخدمن وسائل منع الحمل الهرمونية غير الفموية.

### الأداء الجنسي لدى المراهقين: أوجه التشابه والاختلاف بين الجنسين
درست لوسيا أوسوليفان وزملاؤها الأداء الجنسي لدى المراهقين من خلال مقارنة عينة من المراهقين بعينة من البالغين. ووجدوا أنه لا توجد فروق كبيرة بين المجموعتين. كان مستوى الرغبة والرضا والأداء الجنسي مرتفعًا بشكل عام بين المشاركين الذين تراوحت أعمارهم بين 15 و21 عامًا. كما لم يتم العثور على فروق كبيرة بين الجنسين فيما يتعلق بانتشار المشاكل الجنسية.

#### المشاكل الجنسية التي أبلغ عنها المشاركون
- بالنسبة للذكور كانت أكثر المشكلات شيوعًا هي القلق من الأداء الجنسي (81.4%) والقذف المبكر (74.4%). وشملت مشكلات أخرى صعوبة الانتصاب ومشكلات القذف. معظم هذه المشكلات لم تكن مزمنة.[13]
- بالنسبة للفتيات كانت المشكلات الأكثر شيوعًا هي صعوبة الوصول إلى الذروة الجنسية (86.7%)، انخفاض الشعور بالاهتمام الجنسي أثناء المواقف الجنسية (81.2%)، عدم الرضا عن ترطيب المهبل (75.8%)، القلق من الأداء الجنسي (75.8%)، والجماع المؤلم (25.8%). بشكل عام، لم تكن معظم هذه المشكلات دائمة، إلا أن عدم القدرة على الوصول إلى النشوة بدا مشكلة مستمرة لدى بعض المشاركات.[13]

#### الاتجاهات التي تم اكتشافها خلال الدراسة
1. زيادة الشعور بالمتعة الجنسية مع زيادة الخبرة الجنسية.
2. ميل المشاركين الذين واجهوا صعوبات جنسية إلى تجنب النشاط الجنسي.
3. استمرار بعض المشاركين في ممارسة النشاط الجنسي بانتظام حتى في حال انخفاض رغبتهم.
4. معاناة الكثيرين من الألم أثناء النشاط الجنسي إذا كانوا يشعرون بانخفاض في الإثارة.[13]

#### التأثير الاجتماعي على الأداء الجنسي
أظهرت دراسة أخرى أن الفتيات المراهقات في العلاقات العاطفية غالبًا ما يشعرن برغبة منخفضة في ممارسة الجنس. ومع ذلك، أقدمت العديد منهن على ممارسة النشاط الجنسي رغم عدم رغبتهن، لتجنب التوترات التي قد تؤثر على العلاقة. يشير الباحثون إلى أن هذا السلوك قد يكون نتيجة للضغط المجتمعي على الفتيات ليصبحن "فتيات صالحات". قد يجعل هذا الضغط الفتيات يشعرن بأنه لا ينبغي لهن الشعور بالرغبة الجنسية كما يفعل الأولاد. حتى عندما أبلغت الفتيات عن شعورهن بالرغبة الجنسية، كن يشعرن وكأنهن غير مسموح لهن بذلك، وغالبًا ما حاولن إخفاء مشاعرهن. يُعد هذا مثالًا على كيفية تأثير التوقعات الاجتماعية المتعلقة بالجنسين على الأداء الجنسي للمراهقين.

### الفروقات بين الجنسين في ممارسة الجنس الفموي بين المراهقين
هناك اختلافات بين الجنسين في تقديم وتلقي الجنس الفموي، فقد أظهرت إحدى الدراسات أن الشباب الذكور يتوقعون تلقي الجنس الفموي أكثر من الشابات؛ حيث أعرب 43% من الذكور و20% من الإناث عن توقعهم تلقيه. بالإضافة إلى ذلك أفاد عدد أكبر من الشباب الذكور بتجربة اتصال فموي مع القضيب مقارنة بالاتصال الفموي مع الفرج مع جنس مختلف.
كما أن الذكور الشباب يتلقون الجنس الفموي بشكل أكثر تكرارًا مقارنة بالإناث. في دراسة أجريت على طلاب الجامعات في الولايات المتحدة، أبلغ 62% من المشاركات الإناث عن تقديمهن للجنس الفموي أكثر من تلقيهن له. ومع ذلك أفاد عدد مماثل من الذكور والإناث بخوضهم تجربة الجنس الفموي.

### في البرازيل
وفقًا لدراسة أجريت في عام 2007 يبلغ متوسط العمر الذي يفقد فيه البرازيليون عذريتهم 17 عامًا، وهو ثاني أدنى معدل بين الدول التي شملتها الدراسة (احتلت النمسا المركز الأول). كما سجل البرازيليون نسبة منخفضة في استخدام الواقي الذكري لأول مرة حيث بلغت 47.9% (وأظهرت الدراسة أن الأشخاص من ذوي الوضع الاجتماعي والاقتصادي الأقل كانوا أكثر احتمالًا لاستخدام الواقيات الذكرية). أفادت 58.4% من النساء بأنهن فقدن عذريتهن في علاقة عاطفية ملتزمة مقارنة بـ18.9% فقط من الرجال. وحققت البرازيل مرتبة متقدمة بين الدول من حيث المشاعر الإيجابية المرتبطة بفقدان العذرية، حيث ارتبطت هذه التجربة بالمتعة وزيادة النضج، على العكس من اليابان التي أبلغت عن أكثر المشاعر سلبية تجاه فقدان العذرية.
في دراسة أخرى تصدرت البرازيل التصنيف العالمي بنسبة 29.6% من الرجال البرازيليين الذين فقدوا عذريتهم قبل سن 15 عامًا مقابل 8.8% من النساء. ومع ذلك فإن المتوسط العام لفقدان العذرية كان في سن 16.5 للرجال و18.5 للنساء، مع متوسط عمر الزواج عند 24 عامًا للرجال و20 عامًا للنساء. هذه الأرقام لا تختلف كثيرًا عن الإحصاءات الوطنية، ففي عام 2005 فقد 80% من المراهقين البرازيليين عذريتهم قبل بلوغهم 17 عامًا، كما أن طفلًا واحدًا من كل خمسة أطفال يولد لأم مراهقة. ويبلغ متوسط عدد الأطفال لكل امرأة 1.7 فقط، وهو أقل من معدل الإحلال الطبيعي، ويعد ثالث أدنى معدل في الدول المستقلة في الأمريكتين بعد كندا وكوبا.
أظهر تقرير نشر عام 2013 مستندًا إلى إحصاءات وطنية للطلاب في الصف الأخير قبل المرحلة الثانوية (والذين تتراوح أعمارهم عادةً بين 13 و15 عامًا، بنسبة 86%) أن 28.7% منهم فقدوا عذريتهم. وأظهرت الدراسة انخفاض النسبة بين الفتيان إلى 40.1% وبين الفتيات إلى 18.3% مقارنة بدراسة أجريت عام 2009، حيث كانت النسب حينها 30.5% بشكل عام، 43.7% للفتيان و18.7% للفتيات. كشفت الدراسة أيضًا أن 30.9% من الطلاب الذين يدرسون في المدارس العامة كانوا قد بدأوا حياتهم الجنسية، مقارنة بـ18% فقط من طلاب المدارس الخاصة. ومن بين المراهقين الذين بدأوا نشاطهم الجنسي، لم يستخدم 24.7% منهم الواقي الذكري في آخر ممارسة جنسية لهم (22.9% من الفتيان و28.2% من الفتيات). رغم هذه النتائج، تلقى 89.1% من الطلاب توجيهات حول الأمراض المنقولة جنسيًا داخل البيئة المدرسية، و69.7% حصلوا على إرشادات حول كيفية الحصول على الواقي الذكري مجانًا كجزء من حملة صحية عامة أطلقتها الحكومة البرازيلية. بالإضافة إلى ذلك، أشار 82.9% منهم إلى أنهم تلقوا معلومات عن وسائل منع الحمل الأخرى.

### في كندا
وجدت مجموعة من الباحثين الكنديين علاقة بين تقدير الذات والنشاط الجنسي. أظهرت الدراسة أن الطلاب، وخاصة الفتيات، الذين تعرضوا للإساءة اللفظية من قبل المعلمين أو الرفض من قبل أقرانهم كانوا أكثر عرضة من غيرهم لممارسة الجنس بحلول نهاية الصف السابع. يفترض الباحثون أن انخفاض تقدير الذات يزيد من احتمالية النشاط الجنسي. وأوضحوا: "يبدو أن انخفاض تقدير الذات يفسر العلاقة بين رفض الأقران وممارسة الجنس المبكر. قد ينظر الفتيات اللواتي يعانين من ضعف تقدير الذات إلى الجنس كوسيلة لتحقيق الشعبية"، وفقًا لما توصل إليه الباحثون.

### في الهند
أشارت أدلة متزايدة إلى أن المراهقين في الهند أصبحوا أكثر نشاطًا جنسيًا. ويُخشى أن يؤدي ذلك إلى زيادة انتشار فيروس نقص المناعة البشرية (الإيدز) بين المراهقين، وارتفاع عدد حالات الحمل غير المرغوب فيه والإجهاض، وظهور صراعات مع القيم الاجتماعية المعاصرة. يعاني المراهقون في الهند من وصول محدود إلى الرعاية الصحية والتعليم. ومع وجود الأعراف الثقافية التي تعارض السلوك الجنسي خارج إطار الزواج، أعرب ر.س. جويال عن مخاوفه قائلاً: "قد تتخذ هذه التداعيات أبعادًا تهدد المجتمع والأمة".

#### الدوافع والتكرار
تعتبر العلاقات الجنسية خارج إطار الزواج ليست غير شائعة بين الفتيان والفتيات المراهقين في الهند. في دراسة عشوائية شملت 100 زوج، تبين أن أفضل مؤشر لمعرفة ما إذا كانت الفتاة ستنخرط في علاقة جنسية هو سلوك أصدقائها. من بين الفتيات اللاتي كانت صديقاتهن منخرطات في علاقات جسدية مع شاب نسبة 84.4% انخرطن في السلوك نفسه، أما الفتيات اللاتي لم تكن صديقاتهن منخرطات في علاقات جسدية فقد بلغت نسبتهن 24.8%. في المناطق الحضرية هناك 25.2% من الفتيات كنّ قد مارسن الجنس، بينما بلغت النسبة في المناطق الريفية 20.9%. ومن بين المؤشرات الأفضل لمعرفة ما إذا كانت الفتيات ينخرطن في علاقات جنسية هي حالتهن الدراسية والوظيفية. كانت الفتيات اللواتي لا يذهبن إلى المدرسة أكثر عرضة بنسبة 14.2% (17.4% مقارنة بـ31.6%) لممارسة الجنس. وبالنسبة للفتيات العاملات، كانت النسبة 14.4% (36.0% مقارنة بـ21.6%). في السياق الاجتماعي والثقافي الهندي، تواجه الفتيات قيودًا أكبر مقارنة بالفتيان في الوصول إلى الحب الأبوي، التعليم، فرص التطوير الذاتي، وحرية الحركة. وقد تم التذرع بأنهن قد يتمردن على هذا الوضع أو يبحثن عن المودة من خلال العلاقات الجسدية مع الشباب. ورغم أن البيانات تعكس اتجاهات تدعم هذه النظرية، إلا أنها غير حاسمة.
كانت حرية التواصل مع الفتيان المراهقين محدودة للفتيات، بغض النظر عن كونهن يعشن في بيئة حضرية أو ريفية، أو كنّ يذهبن إلى المدرسة أم لا. في المناطق الحضرية، ناقشت الفتيات الجنس مع صديقاتهن أكثر من الفتيات في المناطق الريفية. أما اللواتي لم يفعلن، فقد يكون السبب أن "موضوع الجنس بحد ذاته يعتبر مسألة 'للكبار' وموضوعًا محظورًا، أو أن بعض المشاركات كنّ مترددات في الكشف عن مثل هذه المعلومات الشخصية".

#### استخدام وسائل منع الحمل
يشير جويال إلى أن "المفاهيم الخاطئة حول الجنس، والجنسانية، والصحة الجنسية منتشرة بشكل كبير بين الفتيات الهنديات. ومع ذلك، فإن المراهقات اللواتي كنّ في علاقات جنسية كنّ أكثر اطلاعًا نسبيًا على مصادر انتشار الأمراض المنقولة جنسيًا وفيروس نقص المناعة البشرية/الإيدز". على الرغم من أن 40% من الفتيات النشطات جنسيًا كنّ على دراية بأن الواقيات الذكرية يمكن أن تساعد في منع انتشار فيروس نقص المناعة البشرية/الإيدز وتقليل احتمالية الحمل، إلا أن 10.5% فقط استخدمن الواقي الذكري خلال آخر مرة مارسن فيها الجنس.

### في هولندا
وفقًا لـ "الدعاة من أجل الشباب" فإن معدل الحمل بين المراهقات في الولايات المتحدة يزيد بأكثر من أربع مرات عن نظيره في هولندا. بالمقارنة في الفيلم الوثائقي "لنناقش الجنس"، يسافر المصور جيمس هيوستون من لوس أنجلوس إلى واشنطن العاصمة ثم إلى هولندا. في هولندا يقارن هيوستون المواقف الأوروبية والأمريكية تجاه الجنس. من معدلات الإصابة بفيروس الإيدز إلى التفكير في الأبوة المراهقة في أمريكا، يصور هيوستون مجتمعًا تختلف فيه أمريكا عن هولندا.
يمارس معظم الآباء الهولنديين التساهل اليقظ، حيث تكون هناك رابطة عائلية قوية وهم منفتحون على السماح لأطفالهم باتخاذ قراراتهم الخاصة. يستخدم العديد من المراهقين الهولنديين مصطلح "غزيلغهايت" المعبر عن الأنس والأُلفة الاجتماعية لوصف علاقتهم مع أسرهم. الأجواء مفتوحة وهناك القليل من الأشياء التي لا يتم مناقشتها بين الآباء والأبناء.
تناقش آمي شالات مؤلفة كتاب "ليس تحت سقفي: الآباء والمراهقون وثقافة الجنس" في كتابها كيف تعزز ممارسات الآباء الهولنديين الروابط مع أطفالهم. يشعر المراهقون براحة أكبر بشأن جنسانيتهم ويشاركون في مناقشات مع آبائهم حول ذلك. يشعر غالبية الآباء الهولنديين براحة في السماح لمراهقيهم بأن يقضي شركاؤهم الليلة في المنزل.

## الانجذاب الجنسي من نفس الجنس بين المراهقين
تتأثر الفتيات والفتيان المراهقين الذين يشعرون بالانجذاب إلى نفس الجنس بشدة من محيطهم، حيث غالبًا ما يقرر المراهقون التعبير عن ميولهم الجنسية أو إبقائها سرية بناءً على عوامل معينة في مجتمعاتهم. تؤثر هذه العوامل على الفتيات والفتيان بطرق مختلفة. إذا كانت مدارس الفتيات والأديان تعارض الانجذاب لنفس الجنس، فإنها تشكل أكبر العقبات أمام الفتيات اللاتي يعانين من هذه الميول الجنسية. هذه العوامل لم تُذكر على أنها تؤثر على الفتيان بنفس القدر. يقترح الباحثون أن هذا قد يكون لأن بعض الأديان لا تعارض فقط الانجذاب لنفس الجنس، بل تشجع أيضًا الأدوار التقليدية للنساء ولا تعتقد أن النساء يمكنهن أداء هذه الأدوار كمثليات. قد تؤثر المدارس على الفتيات أكثر من الفتيان لأن هناك تركيزًا كبيرًا على الفتيات لتواعد الأولاد، والعديد من الأنشطة المدرسية تضع أهمية كبيرة على الميول الجنسية المغايرة (مثل التشجيع).
بالإضافة إلى ذلك، فإن فكرة عدم الامتثال للأدوار الجنسية التقليدية للبنين منعت العديد من الفتيان من التعبير علنًا عن انجذابهم الجنسي من نفس الجنس. لم تمنع مخاوف الامتثال للأدوار الجنسية الفتيات من التعبير عن ميولهن الجنسية من نفس الجنس بنفس القدر، لأن المجتمع عمومًا أكثر مرونة بشأن تعبيرهن الجنسي.
أبدت الباحثة ليزا دايموند اهتمامًا بكيفية انحراف بعض المراهقين عن المعايير الاجتماعية المُنشأة للجنس والجنسانية. وجدت أن بعض الفتيات عند مواجهتهن خيار تحديد "مغايرين جنسيًا" أو "منجذبين لنفس الجنس" أو "ثنائيي الميل الجنسي"، فضلن عدم اختيار تسمية لأن مشاعرهن لا تتناسب مع أي من هذه الفئات.

## الأمراض المنقولة جنسيًا
يمتلك المراهقون أعلى معدلات الإصابة بالأمراض المنقولة جنسيًا مقارنةً بالفئات العمرية الأكبر. المراهقون النشطون جنسيًا هم أكثر احتمالًا للاعتقاد أنهم لن يصابوا بأي عدوى منقولة جنسيًا مقارنةً بالبالغين، كما أن المراهقين أكثر عرضة لأن يكونوا في علاقة مع شريك مصاب وأقل عرضة للحصول على الرعاية الصحية عندما يُشتبه في إصابتهم بعدوى منقولة جنسيًا. علاوة على ذلك، فإنهم أقل احتمالًا للامتثال للعلاج عند إصابتهم بأحد الأمراض المنقولة جنسيًا. كما أن الإصابة المشتركة (عدوى متعددة) شائعة بين المراهقين.
يمكن أن يكون للأمراض المنقولة جنسيًا تأثير كبير وسلبي على الصحة الجسدية والنفسية للمراهق. يكون الهدف من عمل الطبيب هو التشخيص المبكر والعلاج الفوري. يعد العلاج المبكر أمرًا بالغ الأهمية لمنع المضاعفات الصحية والعقم. يجب أن يكون الوقاية من الأمراض المنقولة جنسيًا أولوية لجميع مقدمي الرعاية الصحية للمراهقين. يبدأ تشخيص الأمراض المنقولة جنسيًا بتقييم الأمراض المصاحبة وإبلاغ وعلاج الشركاء الجنسيين. تطلب بعض الولايات في الولايات المتحدة الإبلاغ عن الأمراض المنقولة جنسيًا إلى إدارة الصحة الحكومية.

## التأثير الإعلامي
تحتوي وسائل الإعلام الحديثة على رسائل جنسية أكثر مقارنةً بالماضي ولا تزال التأثيرات على سلوكيات المراهقين الجنسية غير معروفة إلى حد كبير. فقط 9% من مشاهد الجنس في برامج شبكات الكابل الـ 1300 تتناول وتناقش العواقب السلبية المحتملة للسلوك الجنسي. قد يوفر الإنترنت أيضًا للمراهقين معلومات سيئة حول القضايا الصحية، والجنسانية، والعنف الجنسي.
أظهرت دراسة فحصت الرسائل الجنسية في البرامج التلفزيونية الشعبية أن برنامجين من كل 3 برامج تحتوي على تصرفات ذات علاقة بالجنس. ومن بين 15 برنامجًا، احتوى برنامج واحد فقط على مشاهد فعلية للجماع الجنسي. عرضت البرامج مجموعة من الرسائل الجنسية، بما في ذلك الشخصيات التي تتحدث عن وقت رغبتها في ممارسة الجنس وكيفية استخدام الجنس لإبقاء العلاقة حية. يعتقد بعض الباحثين أن المراهقين قد يستخدمون هذه الرسائل وكذلك الأفعال الجنسية التي يرونها على التلفاز في حياتهم الجنسية الخاصة.
أظهرت نتائج دراسة أجرتها ديبورا تولمان وزملاؤها أن تعرض المراهقين للجنسانية على التلفزيون بشكل عام لا يؤثر مباشرة على سلوكياتهم الجنسية، بل هو نوع الرسائل التي يشاهدونها التي لها التأثير الأكبر. كانت الأنماط الجندرية المتجسدة في مشاهد الجنس على التلفزيون لها تأثير كبير على المراهقين. حيث شعرت الفتيات أنهن أقل قدرة على التحكم في جنسانيتهم عندما رأين الرجال يموضعون النساء ولا يقدرون الالتزام. وأوضحت الدراسة خطر أن تقوم النساء بتبني هذه الرسائل ونشر فكرة أنه من المقبول أن يكن ضعيفات ويستجبن للرجال طوال الوقت. ومع ذلك، كانت الفتيات اللاتي شاهدن النساء على التلفزيون يرفضن تقدمات الرجال الجنسية يشعرن بالراحة أكثر في التحدث عن احتياجاتهن الجنسية في تجاربهن الجنسية وكذلك الوقوف من أجل أنفسهن. كنَّ أكثر راحة في تحديد حدودهن الجنسية وبالتالي كان لديهن سيطرة أكبر على جنسانيتهم. أما النتائج بالنسبة للأولاد فكانت أقل وضوحًا؛ حيث أن الذين شاهدوا رجالًا سائدين وعدوانيين كانوا في الواقع أقل تجربة جنسية.
مع ذلك، جادل بعض العلماء بأن مثل هذه الادعاءات حول تأثيرات الإعلام كانت مبكرة جدًا. علاوة على ذلك، وفقًا للإحصاءات الصحية الحكومية الأمريكية، فقد تأخر المراهقون في بداية ممارسة الجنس في السنوات الأخيرة، على الرغم من زيادة المحتوى الجنسي في وسائل الإعلام.
أظهرت دراسة أجريت في عام 2008 أن هناك علاقة بين المحتوى الجنسي المعروض في وسائل الإعلام والحمل في سن المراهقة. أظهرت الأبحاث أن المراهقين الذين تعرضوا لمحتوى جنسي عالٍ كانوا أكثر عرضة لأن يصبحوا حاملين خلال ثلاث سنوات مقارنةً بالمراهقين الذين لم يتعرضوا لمحتوى جنسي بمثل تلك الكثافة. خلصت الدراسة إلى أن الطريقة التي يصور بها الإعلام الجنس لها تأثير كبير على الجنسانية لدى المراهقين.

## حمل المراهقات
المقالة الرئيسة: حمل المراهقات
تصبح الفتيات المراهقات قادرات على الإنجاب بعد حدوث الدورة الشهرية الأولى (الحيض)، التي تحدث عادةً بين سن 11 و12 عامًا. بعد الحيض، يمكن أن يؤدي الجماع الجنسي (خاصة دون استخدام وسائل منع الحمل) إلى حدوث الحمل. قد تواجه المراهقات الحوامل إجهاضًا، أو يخترن الإجهاض، أو يحملن الطفل حتى الولادة.
تواجه المراهقات الحوامل العديد من القضايا الصحية المرتبطة بالولادة نفسها كما هو الحال لدى النساء في العشرينات والثلاثينات من العمر. ومع ذلك، هناك مخاوف طبية إضافية للأمهات الأصغر سنًا، خاصة من تقل أعمارهن عن 15 عامًا والمقيمات في البلدان النامية. على سبيل المثال، يُعد الناسور الولادي مشكلة شائعة بين الأمهات الصغيرات جدًا في المناطق الفقيرة. أما بالنسبة للأمهات بين 15 و19 عامًا، فترتبط المخاطر غالبًا بالعوامل الاجتماعية والاقتصادية أكثر من الآثار البيولوجية للعمر. ومع ذلك، أظهرت الأبحاث أن خطر انخفاض وزن الطفل عند الولادة يرتبط بالعمر البيولوجي للأم نفسها، حيث لوحظ ذلك في ولادات المراهقات حتى بعد التحكم في العوامل الأخرى (مثل استخدام الرعاية السابقة للولادة وما إلى ذلك).
تختلف معدلات الحمل في سن المراهقة بشكل كبير حول العالم. على سبيل المثال، تُسجل إفريقيا جنوب الصحراء معدلات مرتفعة من الأمهات المراهقات، بينما تسجل الدول الآسيوية الصناعية مثل كوريا الجنوبية واليابان معدلات منخفضة جدًا. في الدول المتقدمة، غالبًا ما يحدث الحمل في سن المراهقة خارج إطار الزواج، مما يحمل وصمة اجتماعية. تُظهر الدراسات أن الأمهات المراهقات وأطفالهن في الدول المتقدمة يعانون من مستويات تعليمية أقل، ومعدلات أعلى من الفقر، ونتائج حياة أقل جودة مقارنة بالأمهات الأكبر سنًا وأطفالهن. أما في العالم النامي فعادة ما يحدث الحمل في سن المراهقة ضمن إطار الزواج ولا يحمل نفس الوصمة الاجتماعية.

## القضايا القانونية

أعمار الموافقة على ممارسة الجنس بين الجنسين في جميع أنحاء العالم حسب الدولة – 12 – 13
– 14 – 15
– 16 – 17
– 18 – شرط الزواج
– بيانات غير متوفرة

يعتبر النشاط الجنسي بين البالغين أو المراهقين مع من هم أقل من سن الرضا القانونية محظورًا في معظم أنحاء العالم، باستثناء حالات الإعفاءات من فرق العمر القريب أو في بعض السلطات القضائية حيث يكون الزواج شرطًا للعلاقات الجنسية القانونية مثل بعض الدول الإسلامية. في العديد من البلدان، لا يحظر الجماع الجنسي بين المراهقين إذا كان فارق العمر بينهما صغيرًا.
يبلغ متوسط سن الرضا القانونية حول العالم 16 عامًا. (السودان: 13 عامًا)، (إسبانيا وكندا: 16 عامًا)، (الولايات المتحدة: يتراوح بين 16-18 عامًا حسب الولاية.)
في بعض الأماكن، يختلف سن الرضا القانوني للعلاقات الجنسية المثلية عن العلاقات الجنسية المغايرة. غالبًا ما يتطابق سن الرضا القانوني مع سن البلوغ القانوني (سن الأهلية القانونية)، أو يكون أقل بعدة سنوات. كما أن العمر الذي يمكن فيه الزواج قانونيًا قد يكون مختلفًا عن سن الرضا القانوني.
تُعد العلاقات الجنسية مع شخص دون سن الرضا القانوني جريمة في الولاية القضائية التي وقعت فيها، وتتنوع العقوبات من غرامات رمزية إلى السجن مدى الحياة. تختلف التهم حسب القانون المحلي وتشمل مصطلحات مثل:
- الاغتصاب القانوني
- المعرفة غير المشروعة
- إفساد قاصر

في بعض الأماكن يُعاقب على النشاط الجنسي مع شخص فوق سن الرضا ولكن دون سن البلوغ القانوني بموجب قوانين المساهمة في انحراف القصر. في بعض البلدان قد يجعل الزواج من شخص أقل من سن الرضا القانوني النشاط الجنسي مع ذلك الشخص قانونيًا، بغض النظر عن العمر.

## التأثير المجتمعي

### المنظور الاجتماعي البنيوي
ينظر المنظور الاجتماعي البنيوي (راجع البنيوية الاجتماعية للحصول على تعريف عام) إلى تأثير القوة، والثقافة، والمعنى، والجنس على تشكيل الجنسانية لدى المراهقين. يرتبط هذا المنظور ارتباطًا وثيقًا بـ النسوية والنظرية الكويرية. ويعتقد المؤيدون لهذا المنظور أن المعاني الحالية المرتبطة بجنسانية الذكور والإناث في المجتمع هي بناء اجتماعي يهدف إلى الحفاظ على السلطة في أيدي الأفراد المغايرين جنسيًا والمتميزين اجتماعيًا.
يدرس الباحثون المهتمون بجنسانية المراهقين من هذا المنظور تأثير العوامل مثل النوع الاجتماعي، والعرق، والثقافة، والحالة الاجتماعية والاقتصادية، والميول الجنسية على فهم المراهقين لجنسانياتهم. على سبيل المثال، تُظهر بعض الدراسات كيف يؤثر النوع الاجتماعي على الجنسانية، حيث ترى الفتيات المراهقات أن الجنس وسيلة للحفاظ على العلاقات عندما يكون الأولاد غير متاحين عاطفيًا. وبسبب كونهن فتيات، يعتقدن أنه ينبغي عليهن الانخراط في سلوك جنسي لإرضاء شركائهن.

### المنظور النسوي التنموي
يرتبط المنظور النسوي التنموي ارتباطًا وثيقًا بالمنظور الاجتماعي البنيوي، ولكنه يركز تحديدًا على تأثير معايير النوع الاجتماعي في المجتمع على تطور المراهقين وخاصة الفتيات. يرى بعض الباحثين أن الفتيات المراهقات لا زلن يتأثرن بشكل كبير بالأدوار الجندرية التي يفرضها المجتمع، مما يؤثر على جنسانياتهن وسلوكهن الجنسي.
تُعد ديبورا تولمان من أبرز المدافعين عن هذا الرأي، حيث تقول إن الضغوط المجتمعية لكي يكنّ "جيدات" تدفع الفتيات للتركيز على توقعات الآخرين بدلًا من استكشاف وفهم جنسانياتهن بشكل ذاتي. وتشير تولمان إلى أن الفتيات يتعلمن مع الوقت النظر إلى أجسادهن كأشياء للرغبة، مما يؤدي إلى انفصالهن عن أجسادهن وجنسانياتهن، وهو ما تصفه بعملية "الانفصال الجسدي". نتيجة لذلك، تُصبح الفتيات أقل تأكيدًا على رغباتهن واحتياجاتهن الجنسية، حيث يركزن على توقعات الآخرين بدلًا من مشاعرهن الداخلية.
تؤثر الأدوار الجندرية على جنسانية المراهقين أيضًا من خلال ما يُعرف بالمعيار المزدوج الجنسي. يحدث هذا المعيار المزدوج عندما يُحكم على النساء بسبب ممارستهن للجنس قبل الزواج أو بسبب اعتناقهن لجنسانياتهن، بينما يُكافأ الرجال على نفس السلوك. يُعتبر هذا معيارًا مزدوجًا لأن الجنسين يتصرفان بطريقة مشابهة، ولكن يتم الحكم عليهما بشكل مختلف بسبب جنسهما. يمكن ملاحظة هذا في أبحاث تولمان عندما تُجري مقابلات مع الفتيات حول تجاربهن الجنسية. في مقابلات تولمان، كانت الفتيات اللاتي بحثن عن الجنس لأنهن رغبتن فيه يشعرن أنه يتعين عليهن إخفاء ذلك (على سبيل المثال، ألقت بعضهن اللوم على سلوكهن الجنسي بسبب شرب الكحول) حتى لا يُحكَم عليهن من قبل الآخرين في مدرستهن. كنّ يخشين من أن يتم تقييمهن بشكل سلبي بسبب تمتعهن بجنسانيتهم. ولذلك، كانت العديد من الفتيات يحاولن إيجاد حلول خاصة بهن (مثل إلقاء اللوم على سلوكهن الجنسي بسبب شيء آخر أو كتمان رغباتهن واختيار عدم الانخراط في سلوك جنسي) لمشكلة في الواقع ناجمة عن اختلالات القوة بين الجنسين في مجتمعاتنا. أظهرت أبحاث أخرى أن الفتيات كنّ متعبات من الحكم عليهن بسبب سلوكهن الجنسي بناءً على جنسهن. ومع ذلك، حتى هؤلاء الفتيات تأثرن بشدة بالأدوار الجندرية المجتمعية وقلّما تحدثن عن رغباتهن الخاصة، بل تحدثن عن كيف أن "الاستعداد" (بدلاً من الشعور بالرغبة) هو ما يحدد تجاربهن الجنسية.
قامت أوسوليفان وزملاؤها بتقييم 180 فتاة تتراوح أعمارهن بين 12 و14 سنة حول تصوراتهن حول كيفية ستكون تجاربهن الجنسية الأولى، حيث أفادت العديد من الفتيات بأنهن شعرن بمشاعر سلبية تجاه الجنس قبل تجربته الأولى. يعتقد الباحثون أن هذا يحدث لأن الفتيات المراهقات يتعلمن أن المجتمع يرى الجنس قبل الزواج بشكل سلبي. عندما أبلغن عن مشاعر إيجابية، كانت أكثر المشاعر شيوعًا هي شعورهن بالجاذبية. وهذا يُظهر كيف أن العديد من الفتيات يعترضن على أجسادهن ويفكرن في هذا قبل أن يفكرن في رغباتهن واحتياجاتهن الجنسية.
وجد الباحثون أن وجود أخ أكبر، خاصة إذا كان الأخ ذكرًا، يؤثر على كيفية رؤية الفتيات للجنس وجنسانيتهن. الفتيات اللاتي لديهن إخوة أكبر سناً، خاصة إذا كان الأخ ذكرًا، كان لديهن آراء أكثر تقليدية حول الجنسانية وقالت بعضهن إنهن كنّ أقل اهتمامًا بالسعي وراء الجنس، وأقل اهتمامًا بالاستجابة لتقدّم الأولاد الجنسي مقارنة بالفتيات اللاتي لا يوجد لديهن إخوة أكبر. يعتقد الباحثون أن هذا يرجع إلى أن الأشقاء الأكبر سناً يَحتَسُون نماذج الأدوار الجندرية، لذا قد تكون الفتيات اللاتي لديهن إخوة أكبر (خاصة إذا كان الأخ ذكرًا) يمتلكن آراء أكثر تقليدية حول ما ينبغي أن يكون عليه الفتيان والفتيات في المجتمع؛ وقد تظن الفتيات اللاتي لديهن إخوة أكبر أن الجماع الجنسي هو أساسًا للإنجاب، وليس للتمتع باللذة الجنسية. يمكن أن تؤدي هذه النظرة التقليدية إلى منعهن من التركيز على جنسانياتهن ورغباتهن الخاصة، وقد تحصرهن في الأدوار الجندرية التي يفرضها المجتمع.

### التعلم الاجتماعي والمفهوم الذاتي الجنسي
يعد تطوير مفهوم جنسي ذاتي خطوة تطورية مهمة خلال فترة المراهقة. في هذه المرحلة، يحاول المراهقون فهم وتنظيم تجاربهم الجنسية بحيث يمكنهم فهم الهياكل والدوافع الكامنة وراء سلوكهم الجنسي. يساعد هذا المفهوم الجنسي الذاتي المراهقين على تنظيم تجاربهم الماضية، كما يوفر لهم معلومات يمكنهم الاستفادة منها في أفكارهم وتجاربهم الجنسية الحالية والمستقبلية. يؤثر المفهوم الجنسي الذاتي على السلوك الجنسي لكل من الرجال والنساء، ولكنه يؤثر أيضًا على تطور العلاقات بالنسبة للنساء. يمكن أن يحدث تطور المفهوم الجنسي الذاتي حتى قبل بدء التجارب الجنسية. جزء مهم من المفهوم الجنسي الذاتي هو التقدير الجنسي، والذي يشمل كيفية تقييم الشخص لجنسانيته (بما في ذلك أفكاره ومشاعره وأنشطته الجنسية). جانب آخر هو القلق الجنسي؛ ويشمل التقييمات السلبية للجنس والجنسانية. لا يُطور المفهوم الجنسي الذاتي فقط من التجارب الجنسية؛ بل يمكن للفتيات والفتيان أن يتعلموا من مجموعة متنوعة من التفاعلات الاجتماعية مثل أسرهم، برامج التثقيف الجنسي، التصوير في وسائل الإعلام ومن أصدقائهم وأقرانهم. الفتيات اللواتي لديهن مخطط ذاتي جنسي إيجابي هن أكثر ميلاً إلى أن يكنّ ليبراليات في مواقفهن تجاه الجنس، ويكنّ أكثر ميلًا لرؤية أنفسهن على أنهن شغوفات ومنفتحات على التجارب الجنسية، كما يكنّ أكثر ميلًا لتقييم التجارب الجنسية بشكل إيجابي. تظهر آراؤهن تجاه العلاقات أنهن يعطين أهمية كبيرة للرومانسية والحب والحميمية. أما الفتيات اللاتي لديهن نظرة سلبية غالبًا ما يعبرن عن شعورهن بالوعي الذاتي بشأن جنسانيتهن ويميلن إلى رؤية اللقاءات الجنسية بشكل سلبي. يتأثر المفهوم الجنسي الذاتي للفتيات ذوات النظرة السلبية بشدة من قبل الآخرين؛ بينما يتأثر المفهوم الجنسي الذاتي للفتيات ذوات النظرة الإيجابية بدرجة أقل.
الأولاد أقل استعدادًا للقول بأن لديهم مشاعر سلبية تجاه الجنس مقارنة بالفتيات عندما يصفون مخططاتهم الذاتية الجنسية. الأولاد ليسوا منقسمين إلى مخططات جنسية إيجابية وسلبية؛ بل يتم تقسيمهم إلى مخططيين وغير مخططيين (المخطط هو مجموعة من الأفكار حول عملية أو جانب من جوانب العالم؛ انظر المخطط). الأولاد الذين يمتلكون مخططًا جنسيًا هم أكثر تجربة جنسية، ولديهم مستويات أعلى من الإثارة الجنسية، وهم أكثر قدرة على تجربة المشاعر الرومانسية. أما الأولاد الذين لا يمتلكون مخططًا جنسيًا فيتمتعون بعدد أقل من الشركاء الجنسيين، ولديهم مجموعة أقل من التجارب الجنسية وأقل احتمالًا بكثير من الأولاد ذوي المخطط الجنسي أن يكونوا في علاقة رومانسية.
عند مقارنة المفاهيم الذاتية الجنسية للفتيات والفتيان المراهقين، وجد الباحثون أن الأولاد كانوا يعانون من تقدير جنسي أقل وقلق جنسي أعلى. أفاد الأولاد أنهم كانوا أقل قدرة على رفض أو مقاومة الجنس بمعدل أعلى من الفتيات اللواتي أبلغن عن صعوبة في هذا الأمر. يعتقد المؤلفون أن هذا قد يكون بسبب أن المجتمع يولي اهتمامًا كبيرًا لتعليم الفتيات كيفية مقاومة الجنس، مما لا يتعلمه الأولاد، وبالتالي هم أقل قدرة على استخدام هذه المهارات عندما يريدون رفض الجنس. كما يوضحون كيف أن الصورة النمطية المجتمعية التي تقول إن الأولاد دائمًا جاهزون للرغبة في الجنس والإثارة قد تساهم في حقيقة أن العديد من الأولاد قد لا يشعرون بالراحة في مقاومة الجنس، لأنه شيء يقال لهم من قبل المجتمع يجب أن يرغبوا فيه. بما أن المجتمع يتوقع من الأولاد أن يكونوا حاسمين، مهيمنين ومسيطرين، فهم مقيدون في كيفية شعورهم بما هو مناسب للتصرف في العلاقة العاطفية. يشعر العديد من الأولاد بتقدير ذاتي منخفض عندما لا يتمكنون من تحقيق هذه الأيديولوجيات الذكورية المفرطة التي يقول المجتمع أنهم يجب أن يتبعوها. بالإضافة إلى ذلك، لا يوجد الكثير من الإرشادات حول كيفية تصرف الأولاد في العلاقات، ولا يعرف العديد منهم كيفية الحفاظ على ذكوريتهم مع كونهم أصليين ومتبادلين للمودة في علاقاتهم. ويسمي بعض الباحثين هذه المعضلة الصعبة "السيف ذو الحدين" للذكورة.
أجرى هنسل وزملاؤها دراسة مع 387 مشاركة من الإناث تتراوح أعمارهن بين 14 و17 عامًا ووجدوا أنه مع تقدم الفتيات في السن (وتعلمهن المزيد عن مفهومهن الجنسي الذاتي)، فإنهن يشعرن بقلق أقل، وراحة أكبر مع جنسانيتهم ويخضن المزيد من الأنشطة الجنسية. بالإضافة إلى ذلك، عبر الأربع سنوات (من 14 إلى 17 عامًا)، زاد التقدير الجنسي وقل القلق الجنسي. ذكر الباحثون أن هذا قد يشير إلى أن المزيد من التجارب الجنسية التي خضعت لها الفتيات المراهقات قد زادت من ثقتهن في سلوكهن الجنسي وجنسانيتهن. كما قد يعني أن الفتيات اللواتي لم يخضن بعد تجربة الجماع قد أصبحوا أكثر ثقة واستعدادًا للمشاركة في لقاء لأول مرة. يذكر الباحثون أن هذه الأنماط تشير إلى أن سلوك المراهقين الجنسي ليس عشوائيًا ومندفعًا على الإطلاق، بل أنه يتأثر بشكل كبير بمفهوم الفتيات الجنسي الذاتي ويتغير ويتطور بمرور الوقت.

## التعليم الجنسي
التعليم الجنسي (بالإنجليزية: Sex Education) والذي يُسمى أيضًا "التعليم حول الجنسانية"، هو التعليم المتعلق بتشريح الجسم البشري، والتكاثر الجنسي، والعلاقات الجنسية، والسلوك الجنسي البشري، وغيرها من جوانب الجنسية مثل صورة الجسم، والميول الجنسية، والمواعدة، والعلاقات. تشمل الطرق الشائعة لتعليم الجنسيات الآباء، والمربين، والأصدقاء، وبرامج المدارس، والجماعات الدينية، ووسائل الإعلام الشعبية، وحملات الصحة العامة.
لا يتم تدريس التربية الجنسية دائمًا بنفس الطريقة حول العالم. على سبيل المثال، في فرنسا كان التعليم الجنسي جزءًا من المنهج المدرسي منذ عام 1973. يُتوقع من المدارس تقديم 30 إلى 40 ساعة من التعليم الجنسي، وتوزيع الواقيات الذكرية على الطلاب في الصفين الثامن والتاسع. في يناير 2000 أطلقت الحكومة الفرنسية حملة توعية حول وسائل منع الحمل باستخدام الإعلانات التلفزيونية والإذاعية وتوزيع خمسة ملايين نشرة تعليمية على طلاب المدارس الثانوية.
في ألمانيا بدأ التعليم الجنسي في المدارس منذ عام 1970، ومنذ عام 1992 أصبح التعليم الجنسي واجبًا حكوميًا بموجب القانون. أظهر مسح قامت به منظمة الصحة العالمية عام 2006 أن المراهقين الألمان يهتمون باستخدام وسائل منع الحمل. كانت نسبة المواليد بين المراهقين في ألمانيا تتراوح بين 15 و 19 عامًا 11.7 لكل 1000 نسمة، مقارنة بـ 2.9 لكل 1000 نسمة في كوريا و55.6 لكل 1000 في الولايات المتحدة.
وفقًا لمجلس المعلومات والتعليم حول الجنسية في الولايات المتحدة فإن الآباء هم المعلمون الرئيسيون حول التربية الجنسية في معظم الأسر. أظهرت الدراسات أن 93% من البالغين الذين تم مسحهم يدعمون تعليم الجنسية في المدارس الثانوية و84% يدعمونه في المدارس المتوسطة. كما أن 88% من الآباء في المدارس المتوسطة و80% من الآباء في المدارس الثانوية يعتقدون أن التعليم الجنسي في المدارس يسهل عليهم التحدث مع أطفالهم حول الجنس. كما أفاد 92% من المراهقين أنهم يريدون التحدث مع والديهم حول الجنس والحصول على تعليم جنسي شامل في المدرسة.
في الولايات المتحدة يحصل معظم الطلاب على نوع من التعليم الجنسي على الأقل مرة واحدة بين الصفين السابع والثاني عشر. ولكن المحتوى الذي يتعلمه الطلاب يختلف بشكل كبير من ولاية إلى أخرى. يتم تدريس نوعين رئيسيين من التعليم الجنسي في المدارس الأمريكية: التعليم الشامل والتعليم القائم على الامتناع فقط. تشير الدراسات إلى أن 58% من مديري المدارس الثانوية يصفون مناهجهم بأنها شاملة، بينما 34% يقولون إن الرسالة الرئيسية في مدارسهم هي الامتناع فقط. بعض الدراسات أظهرت أن برامج الامتناع فقط لا تحمل تأثيرات إيجابية، بينما أظهرت دراسات أخرى أن برامج محددة قد تؤدي إلى التزام أكثر من ثلثي الطلاب بالامتناع عن النشاط الجنسي حتى الزواج بعد الانتهاء من البرنامج.
تُظهر الدراسات أن عدم الحصول على التعليم المناسب في مجال الصحة الجنسية قد يؤدي إلى زيادة معدلات الحمل في سن المراهقة، والتعرض للعنف الجنسي، وانخفاض معدلات التخرج من المدارس الثانوية. كما أظهرت الدراسات أهمية توفير التعليم الشامل في مجال الصحة الجنسية لجميع الطلاب للحد من هذه المشكلات. أظهرت الدراسات أيضًا أن المفاهيم الاجتماعية التي تفترض أن الفتيات يجب ألا يكن مهتمات بالجنس تؤثر سلبًا على قدرة الفتيات في التعبير عن حاجتهن للتمتع بالجنس الآمن. وبالتالي يظهر في بعض الأحيان أن التعليم الجنسي لا يزود الفتيات بالمعرفة الكافية حول كيفية اتخاذ القرارات الجنسانية بشكل آمن.
قد يُعتبر التعليم الجنسي من منظور الرغبة هو الأكثر ندرة في المدارس الأمريكية. يشجع هذا المنظور الطلاب على تعلم المزيد عن رغباتهم الشخصية والتمتع بها، مما يعزز من ثقتهم الجنسية. يعتبر العديد من الباحثين أن هذا المنظور يمكن أن يمكن الفتيات من الشعور بالتمكين، حيث يضع التركيز على التحكم في جنسيتهم بدلاً من رؤيتهم كضحايا دائمًا.

## نضج الدماغ والمراهقة
تشير الدراسات إلى أن عدة مناطق في الدماغ، خاصة في الفص الجبهي والهيبوثلاموس والقشرة الجبهية الأمامية، وهي مناطق مهمة للتحكم في الذات، التأجيل في إرضاء الرغبات، تحليل المخاطر، واتخاذ القرارات، لا تكتمل نضجها حتى العشرينات المبكرة، عادةً حول عمر ال25 عامًا. هذه المناطق تتعلق بالوظائف التنفيذية مثل التخطيط والتحكم في الدوافع والحكم.
وقد أدى هذا إلى الجدل القائل بأن المراهقين عموماً أقل قدرة من البالغين على اتخاذ قرارات مدروسة وفهم عواقب أفعالهم بالكامل، خاصة في المواقف التي تتعلق بـ السلوك الجنسي. على سبيل المثال، يميل المراهقون إلى الانخراط في سلوكيات محفوفة بالمخاطر بسبب أن هذه المناطق غير ناضجة بشكل كامل. ومع ذلك، هناك انتقادات للدراسات التي تربط عدم النضج المراهق بنمو الدماغ. تم انتقاد تصوير الدماغ ودراسات الارتباط السلوكي لاقتراح علاقة سببية مباشرة بين نمو الدماغ والسلوك المراهق، دون مراعاة عوامل أخرى مثل التأثيرات الثقافية. يعتقد البعض أن هذه الدراسات تعزز من التحيزات الثقافية تجاه المراهقين وقد لا تأخذ في الاعتبار تعقيدات سلوك المراهقين.
يُعتبر روبرت إبستاين من النقاد البارزين لهذه الفكرة، حيث يتحدى القول بأن "الاضطراب المراهق" مرتبط بشكل جوهري بتطور الدماغ. ويقترح أن عدم النضج الظاهر في المراهقين، خاصة في الغرب، هو ظاهرة حديثة نسبيًا نتيجة لـ الطفولة المتزايدة في المجتمع الغربي أكثر من كونه فرقًا بيولوجيًا أو دماغيًا. ويبرر إبستين رأيه بالقول إن المجتمعات قد كانت تتوقع من المراهقين أشياء مختلفة في فترات تاريخية سابقة، وأن هذه الاختلافات يجب أن تؤخذ في الاعتبار عند تقييم سلوك المراهقين. وإذا كانت الاختلافات في الدماغ هي السبب الحقيقي لعدم النضج المراهق، فإنه من المفترض أن تكون هذه الأنماط موجودة في جميع أنحاء العالم، لكن هذا ليس هو الحال. وبالتالي، فإن السياق الثقافي يلعب دورًا كبيرًا في تشكيل تجربة المراهقة.

## البحوث التاريخية
في عام 1988، قدم باحثان من جامعة نورث كارولاينا هما رونالد ريندفوس وجي. ريتشارد أودري، اقتراحًا إلى المعهد الوطني لصحة الطفل والتنمية البشرية لدراسة السلوكيات الصحية الخطرة لدى المراهقين. كان الهدف من الدراسة جمع بيانات عن أنماط السلوك الجنسي لدى المراهقين التي قد تعرّضهم للإصابة بالأمراض المنقولة جنسيًا. صُممت الدراسة لتشمل عينة وطنية من 24,000 شاب وشابة من الصفوف السابع حتى الحادي عشر.
حصلت الدراسة التي أُطلق عليها اسم "دراسة المراهقين الأمريكيين" على موافقة من المجلس الاستشاري الوطني للمعهد الوطني لصحة الطفل والتنمية البشرية ومسؤولين آخرين من المعهد، حيث تم تخصيص تمويل يصل إلى 2.5 مليون دولار للسنة الأولى التي كان من المقرر أن تبدأ في مايو 1991.
بعد شهر واحد من موعد بدء الدراسة، ألغى وزير الصحة والخدمات الإنسانية لويس سوليفان الدراسة بعد أن تعرض لانتقادات من جهات شككت في أهمية البحث عن السلوكيات الجنسية للمراهقين. وفقًا لتشارو (1991)، قد تكون هذه الحالة هي الأولى التي يتم فيها إلغاء تمويل سبق أن تم منحه. كانت "دراسة المراهقين الأمريكيين" تهدف إلى تسليط الضوء على أهمية التحقيق في السلوكيات الخطرة المتعلقة بالصحة لدى الشباب من خلال جمع البيانات عبر سياقات اجتماعية متعددة مثل المنزل والمدرسة. لكن العديد من النقاد أدانوا الدراسة، معتبرين أن موضوع السلوكيات الجنسية للمراهقين قد تمت دراسته بشكل مفرط.
تشير بيانات مراكز السيطرة على الأمراض والوقاية منها للعام 1991 إلى أن عمر أول جماع للفتيات الأمريكيات بدأ في الانخفاض بين عامي 1985 و1989. كما زاد عدد المراهقين في ماساتشوستس الذين أفادوا بممارستهم للجماع من 55% إلى 61% بين عامي 1986 و1988. علاوة على ذلك، وُجد أن استخدام الواقيات الذكرية بين المراهقين قد يقل عند تعدد الشركاء الجنسيين.
صرح المؤلفون في 1993 أن النظرية الرياضية للأوبئة تكشف عن عاملين أساسيين حول معدل انتشار العدوى خلال الوباء: الأول هو احتمال إصابة شخص غير مصاب بالعدوى عند التفاعل مع شخص مصاب. وتعتمد عدوى الأمراض المنقولة جنسيًا مثل فيروس نقص المناعة البشرية على السلوكيات الجنسية للأفراد، وممارساتهم الشخصية للسلامة أثناء الجماع، وعدد مرات تفاعلهم مع شركاء جنسيين.
العامل الثاني هو عدد الأشخاص غير المصابين في المجتمع. في بداية الوباء، ينتشر المرض عندما يصبح الشريك غير المصاب لشخص مصاب نشطًا جنسيًا بشكل كبير داخل المجتمع، مما يؤدي إلى زيادة عدد المصابين. ومع زيادة عدد المصابين، تقل احتمالية التقاء الشخص المصاب بشخص غير مصاب، مما يؤدي إلى انخفاض الإصابات الجديدة. ومع ذلك، ورغم انخفاض معدل الإصابات الجديدة بفيروس نقص المناعة البشرية بين كبار السن من الرجال المثليين، فإن القول بأن النمط نفسه ينطبق على المراهقين المثليين قد يكون خطيرًا. تشير البيانات أيضًا إلى أن المراهقين من الجنسين يمارسون الجماع الشرجي، مما قد يؤدي إلى زيادة عدد المصابين. أبلغ 10% من النساء في أحد مراكز التخطيط للمراهقين، و19% من طالبات الجامعات الكنديات، و25% من النساء السوداء واللاتينيات في مركز تخطيط عائلي عن ممارستهن للجماع الشرجي مع شركائهن.
تشير الإحصائيات إلى تزايد الحاجة لإجراء بحوث حول السلوكيات الجنسية الخطرة لدى المراهقين. يفتقر البحث الحالي حول سلوكيات المراهقين الجنسية الخطرة إلى ثلاثة شروط أساسية للحصول على بيانات كافية وقابلة للتعميم. أولًا، يجب أن تكون الدراسات ذات عينات كبيرة وتصميمات شاملة لتغطية التنوع السكاني بين المراهقين من حيث الجنس، والتوجه الجنسي، والعرق، والثقافة. ثانيًا، يجب دراسة تفاعل السياقات الاجتماعية المختلفة، مثل ركوب السيارات للترفيه، مع السلوكيات الجنسية للمراهقين التي تجعلهم عرضة للجماع. وأخيرًا، من الضروري إجراء دراسات طولية متكررة حول السلوكيات الجنسية للمراهقين لأن السلوكيات تتغير باستمرار وقد تخضع لتفسيرات مختلفة.
كانت دراسة المراهقين الأمريكيين ستستخدم لإجراء النوعية المطلوبة من الأبحاث للتحقيق في ارتفاع معدل الأمراض المنقولة جنسيًا بين المراهقين. يشير المؤلفون في عام 1993 إلى أن إلغاء الدراسة كان مدفوعًا بأسباب سياسية، كما يتضح من رفض لويس سوليفان السريع للدراسة دون تقديم مبررات كافية لسبب عدم إجراء الدراسة. وبدون بيانات هذه الدراسة، قد يكون من الصعب على العلماء مراقبة انتشار الأمراض المنقولة جنسيًا مثل فيروس نقص المناعة البشرية وتطوير أساليب للحد من ارتفاع معدلات العدوى.